# Shanay-timpishka
Il Shanay-timpishka ("bollito col calore del sole" in linguaggio locale) o fiume che bolle è un fiume peruviano d'acqua calda lungo 6,4 km. Noto anche col nome di "Boiling river", scorre all'interno della foresta amazzonica in prossimità del santuario di Mayantuyacu, nella provincia di Puerto Inca, in Perù.
Il fiume nasce in corrispondenza di un grosso masso, la cui forma ricorda la testa di un serpente. Secondo la leggenda, le acque del fiume sarebbero così calde proprio perché riscaldate da Yacumama, "Madre delle Acque", lo spirito di un serpente gigante.
Nonostante il vulcano attivo più vicino sia a circa 650 km di distanza, le acque del Shanay-timpishka hanno una temperatura compresa tra 50 e 90 °C, con un massimo di 100 °C in alcuni punti, dove l'acqua giunge addirittura ad ebollizione. Il fiume ha una larghezza di 25 metri ed è profondo 6 metri. In alcuni tratti è possibile fare il bagno, specialmente dopo intense precipitazioni che renderebbero la temperatura dell'acqua più mite.
Secondo alcune ricerche condotte da National Geographic in collaborazione con Andrés Ruzo, il materiale genetico prelevato da alcuni organismi estremofili presenti all'interno e in prossimità del fiume apparterrebbe a specie attualmente sconosciute.
Le modalità con cui l'acqua del fiume viene riscaldata fino a temperature così elevate non sono ancora del tutto chiare. L'ipotesi al momento più accreditata è che questo fenomeno geotermico sia dovuto alla risalita di acqua precedentemente riscaldata più in profondità.